# Haden Harrison Edwards
Pour les articles homonymes, voir Edwards.
Haden Harrison Edwards (1812-1865) était un soldat, marchand, et législateur. Haden Harrison Edwards, un fils de Haden Edwards, a établi le Sabine Pass and East Texas Railway.